# Neyman-Kriterium
Das Neyman-Kriterium ist in der mathematischen Statistik ein Kriterium für die Suffizienz von σ-Algebren und Suffizienz von Statistiken bei statistischen Modellen mit dominierten Verteilungsklassen. Das Neyman-Kriterium leitet sich aus dem Satz von Halmos-Savage ab, ist aber leichter anzuwenden als dieser. Somit ist das Neyman-Kriterium eines der gängigsten Kriterien, um zu überprüfen, ob eine Abbildung Daten ohne Informationsverlust komprimiert.
Es ist nach Jerzy Neyman benannt.

## Aussage

### Für σ-Algebren
Gegeben sei ein statistisches Modell {\displaystyle (\Omega ,{\mathcal {A}},{\mathcal {P}})} mit dominierter Verteilungsklasse {\displaystyle {\mathcal {P}}}, die von {\displaystyle \nu } dominiert wird, sowie eine Unter-σ-Algebra {\displaystyle {\mathcal {S}}} von {\displaystyle {\mathcal {A}}}. 
Dann ist {\displaystyle {\mathcal {S}}} suffizient genau dann, wenn eine {\displaystyle {\mathcal {A}}{-}{\mathcal {B}}([0,\infty ))}-messbare Funktion {\displaystyle h} existiert und für jedes {\displaystyle P\in {\mathcal {P}}} eine {\displaystyle {\mathcal {S}}{-}{\mathcal {B}}([0,\infty ))}-messbare Funktion {\displaystyle f_{P}} existiert, so dass
{\displaystyle {\frac {\mathrm {d} P}{\mathrm {d} \nu }}(x)=h(x)\cdot f_{P}(x)}
gilt bis auf eine {\displaystyle \nu }-Nullmenge. Dabei ist {\displaystyle {\tfrac {\mathrm {d} P}{\mathrm {d} \nu }}(x)} die Radon-Nikodým-Ableitung von {\displaystyle P} bezüglich {\displaystyle \nu }.

### Für Statistiken
Unter denselben Voraussetzungen wie oben ist eine Statistik
{\displaystyle T:(\Omega ,{\mathcal {A}})\to (\Omega ^{*},{\mathcal {A}}^{*})}
suffizient genau dann, wenn eine {\displaystyle {\mathcal {A}}{-}{\mathcal {B}}([0,\infty ))}-messbare Funktion {\displaystyle h} existiert und für jedes {\displaystyle P\in {\mathcal {P}}} eine {\displaystyle {\mathcal {A}}^{*}{-}{\mathcal {B}}([0,\infty ))}-messbare Funktion {\displaystyle f_{P}} existiert, so dass
{\displaystyle {\frac {\mathrm {d} P}{\mathrm {d} \nu }}(x)=h(x)\cdot f_{P}(T(x))}
gilt bis auf eine {\displaystyle \nu }-Nullmenge. Dies folgt aus dem Faktorisierungslemma und der Tatsache, dass {\displaystyle T} eine suffiziente Statistik ist genau dann, wenn {\displaystyle \sigma (T)} eine suffiziente σ-Algebra ist.

## Beispiel: Suffizienz der Exponentialfamilie
Per Definition hat für die Exponentialfamilie {\displaystyle {\mathcal {P}}} bezüglich {\displaystyle \mu } jedes {\displaystyle P\in {\mathcal {P}}} die Dichtefunktion
{\displaystyle f_{\vartheta }(x)={\frac {\mathrm {d} P}{\mathrm {d} \mu }}(x)=C(\vartheta )h(x)\exp(\langle Q(\vartheta );T(x)\rangle )}
Dies ist aber bereits genau die oben geforderte Zerlegung. {\displaystyle h} und {\displaystyle T} sind bereits korrekt, man setzt dann nur noch
{\displaystyle f_{P}(y)={\tilde {f}}_{\vartheta }(y)=C(\vartheta )\exp(\langle Q(\vartheta );y\rangle )}
um zu zeigen, dass {\displaystyle T} eine suffiziente Statistik für die Exponentialfamilie ist.